# Lamaline
Pour le médicament, voir Lamaline (médicament).
Lamaline est une ville canadienne située sur la péninsule de Burin de l'île de Terre-Neuve dans la province de Terre-Neuve-et-Labrador. Elle est située sur la route 220 qui fait le tour de la partie sud de la péninsule entre Taylor's Bay à l'est et High Beach à l'ouest. La population y était de 267 habitants lors du recensement de 2016.

## Annexe